# Porte Saint-Pierre (Pontarlier)
Pour les articles homonymes, voir Porte Saint-Pierre.
La Porte Saint-Pierre de Pontarlier est une porte de ville - arc de triomphe de style classique du XVIIIe siècle de Pontarlier dans le Haut-Doubs en Franche-Comté. Elle est inscrite aux monuments historiques depuis 21 mai 1970 et dédiée à saint Pierre depuis le XXe siècle.

## Historique
Une porte de ville défensive d'origine, proche de l'église Saint-Bénigne de Pontarlier, délimitait autrefois l'entrée de Pontarlier depuis les faubourgs et était un des éléments des fortifications primitives de la ville, avec remparts et fossés.
Entre 1771 et 1773, à la suite de l'incendie de 1736 qui ravage la ville et ses fortifications, cette porte « décorative » est construite d'après les plans de l'ingénieur du Roi Jean-Claude Eléonor Le Michaud d’Arçon avec pour modèle la porte Saint-Martin de Paris. Elle commémore la reconstruction de Pontarlier et le traité de Nimègue en 1678 (fin de la reconquête française de la Franche-Comté par le roi Louis XIV de France).
Entre 1895 et 1898 la partie supérieure est restaurée et sont ajoutés un campanile, une horloge, une cloche (qui sonne tous les quarts d'heure) ainsi que deux fontaines latérales. 
On peut noter également, que la porte ayant été construite avant 1848, Elle ne comporte que les deux premières valeurs de la devise républicaine, il y manque en effet "Fraternité" ajoutée à "Liberté" et "Egalité" en 1848 lors du début de la seconde république.
Au XXe siècle la porte est baptisée « Porte Saint-Pierre » et fait à ce jour office d' emblème de la ville de Pontarlier.
La porte fait l'objet, à partir de novembre 2024, jusqu'au deuxième semestre 2025, d'une restauration complête : Changement de la couverture, remplacement de certaines pierre, rétablissement des couleurs d'origine et restauration du campanile.

## Galerie

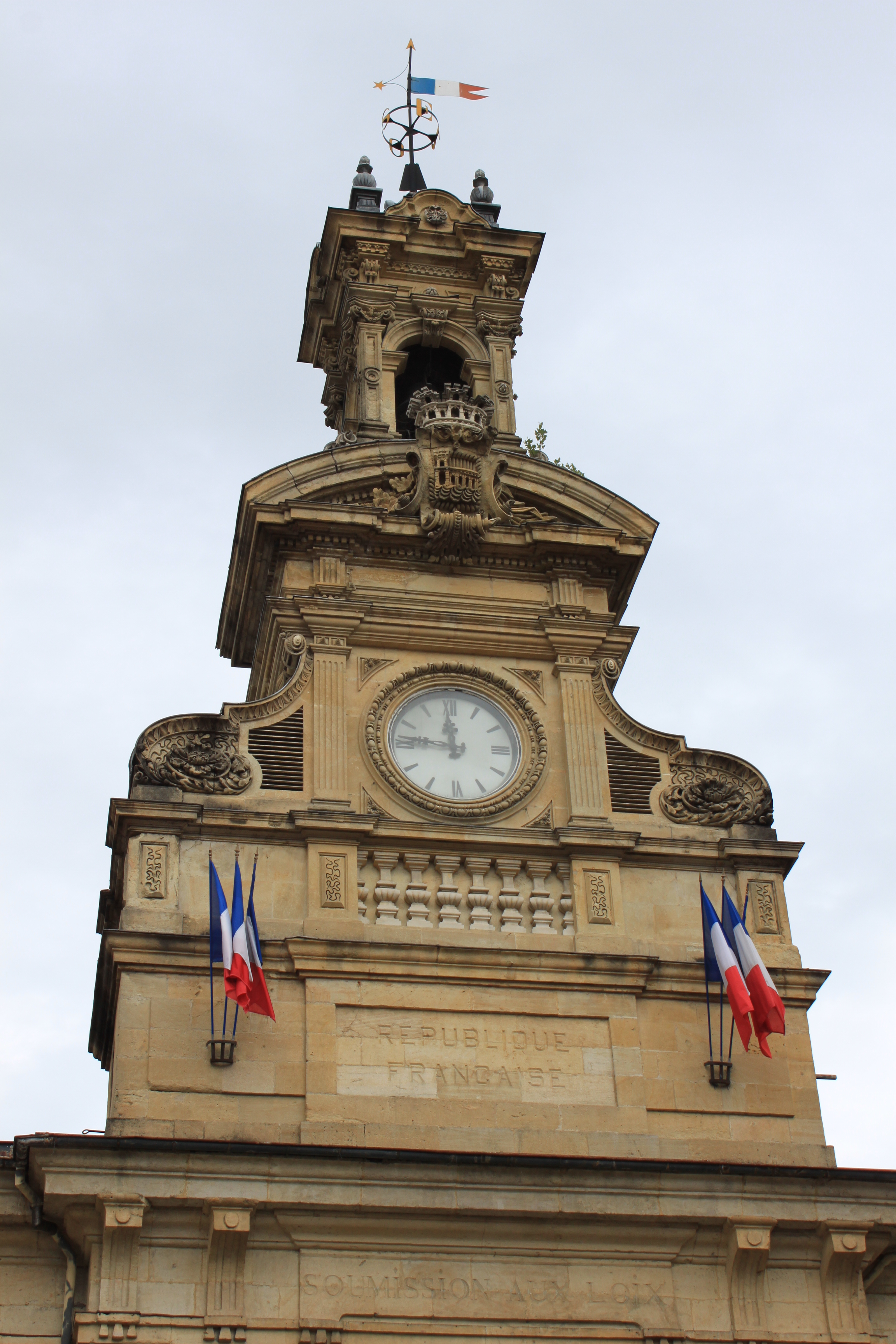
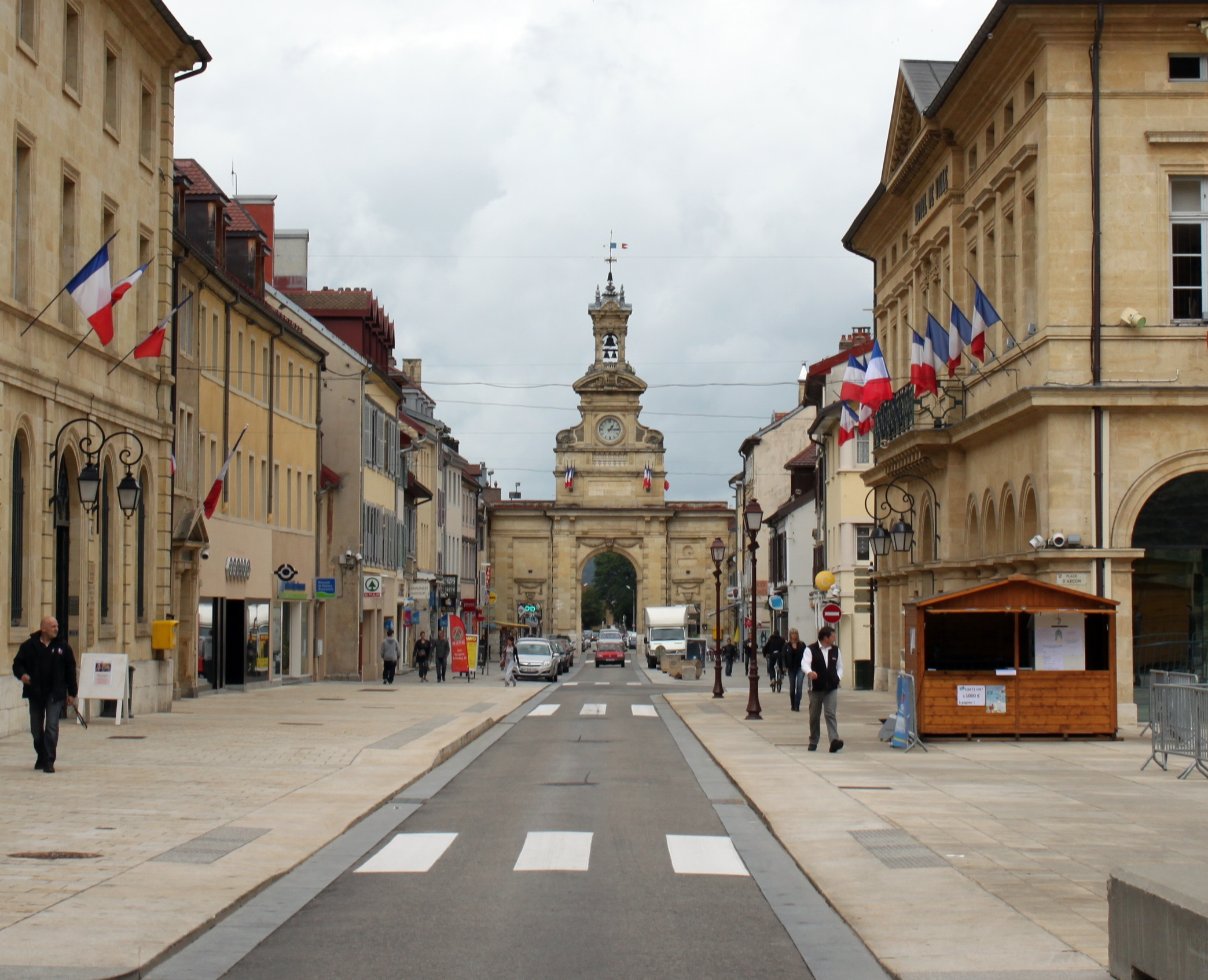
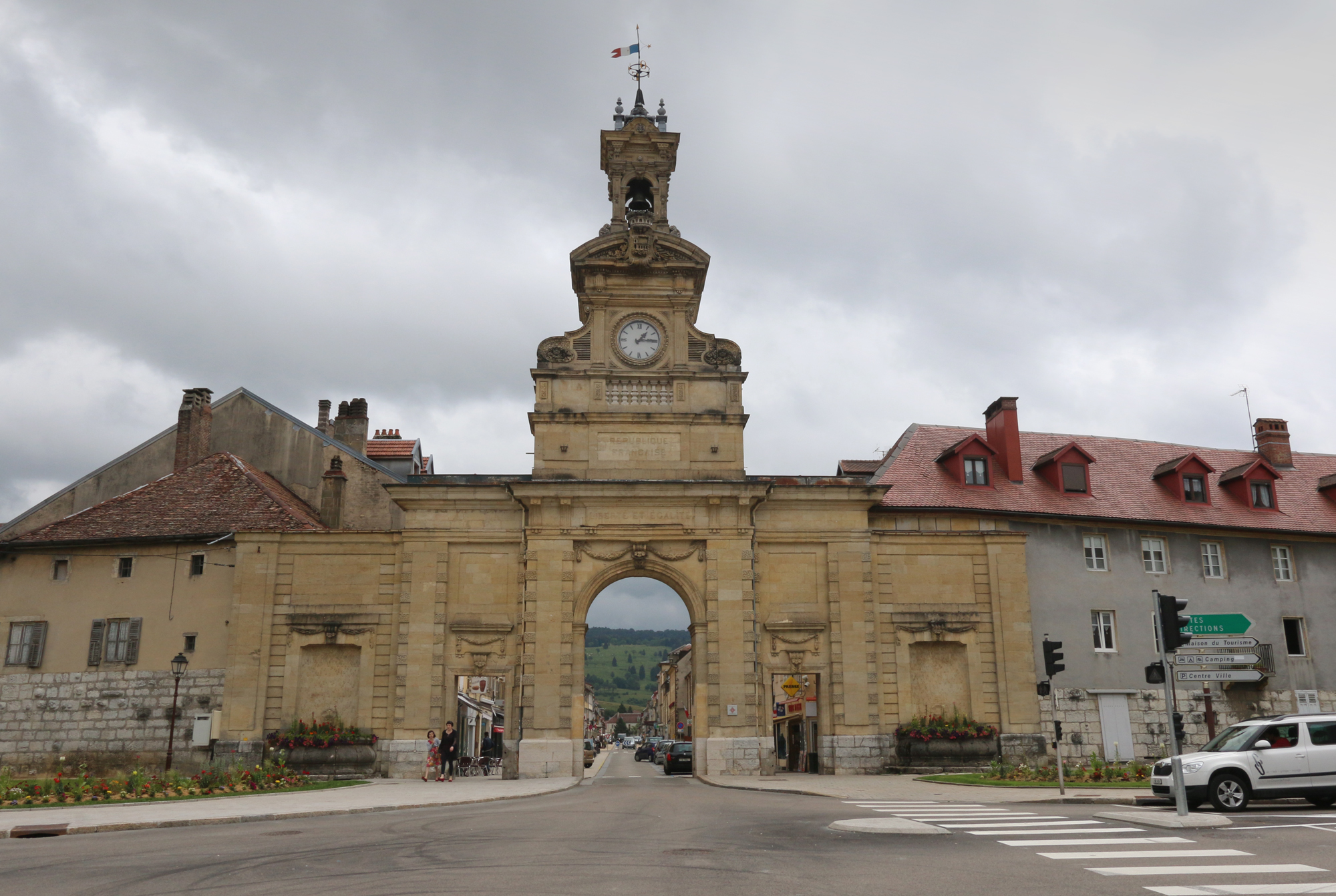